# جندو (محافظة)
محافظة جندو (جندو غون) هي محافظة في جولا الجنوبية، كوريا الجنوبية.

## أعلام
- هو جونغ مو
- جانغ كيونغ جين

## وصلات خارجية
- County government home page نسخة محفوظة 23 أبريل 2012 على موقع واي باك مشين.